# Centre-ville-Nord (Aix-les-Bains)
Centre-ville-Nord est un quartier principalement résidentiel défini par l'Insee situé au centre d'Aix-les-Bains, dans le département de la Savoie, en région Auvergne-Rhône-Alpes.
Le quartier est implanté dans l'hyper-centre de la commune et regroupe des fonctions culturelles et politiques avec par exemple l'hôtel de ville.

## Histoire
Chargé en histoire, le quartier regroupe plusieurs monuments historiques inscrits ou classés. La ville d'Aix-les-Bains est par ailleurs labellisée Ville d'art et d'histoire depuis 2013.
C'est principalement au XIXe siècle que la zone fut réaménagée, notamment sur le plan cadastral et de la voirie.
Les thermes nationaux ont également joué un rôle majeur depuis l'Antiquité développant ainsi la cité thermale à échelle internationale à la Belle Époque.

## Socio-économie
Le quartier possède un revenu fiscal médian moyen et un taux de chômage modérés. Selon la méthode développée par l'Insee des Ilots Regroupés pour l'Information Statistique (IRIS), le revenu disponible médian par UC est de 21 700 € en 2018, soit très légèrement inférieur à la moyenne nationale. 
Le taux de chômage s'élevait à 9,86 % en 2010.
Ce quartier est, par ailleurs, le plus peuplé de la ville.

## Occupation des sols
- Espaces urbanisés (secteur résidentiel) : 41 ha[Note 1],[8] ;
- Espaces non urbanisés (prairies, espaces verts) : 1 ha[Note 1],[8].

## Principaux lieux

### Culture
- Arc de Campanus
- Casino Grand-Cercle
- Église Notre-Dame d'Aix-les-Bains
- Hôtel de ville
- Monument aux morts
- Musée Faure
- Rue de Genève
- Place Maurice Mollard
- Temple de Diane
- Thermes nationaux

### Éducation
- École publique du centre[9]
- École maternelle privée catholique Gazouillis[9]
- Collège Jean-Jacques Perret[10]

### Sécurité
- Commissariat de police

### Transports
- Gare d'Aix-les-Bains-Le Revard[11]

### Autres
- Bureau de poste communal
- Bibliothèque municipale
- Halle et place du marché communal
- Hôtel des finances publiques